# Pseudeustrotia divisa
Pseudeustrotia divisa là một loài bướm đêm trong họ Noctuidae.